# Benedikt Abbt
Benedikt Abbt, auch Abt, (* 3. November 1768 in Diedorf; † 16. Februar 1847 in Augsburg) war ein bayerischer katholischer Theologe und Abgeordneter.

## Werdegang
Abbt trat 1786 in das Kloster St. Ulrich und Afra der Benediktiner ein. Er legte am 13. November 1787 die Ordensgelübde ab. Am 17. Dezember 1791 wurde er zum Priester geweiht und erlangte am 31. Oktober 1793 die erste Approbation für die Seelsorge. Sein in Augsburg begonnenes Studium der Theologie setzte er ab 1797 an der Universität Salzburg fort. 1798 kehrte er nach Augsburg zurück und lehrte im Reichsstift St. Ulrich und Afra Philosophie und Theologie. Nach der Säkularisation 1803 war er bis zur Neuorganisation der Pfarreien in Augsburg im Jahr 1810 Pfarrer an St. Ulrich und Afra und von 1811 bis 1814 Stadtpfarrer an St. Georg. Am 27. Juni 1814 erhielt er die St.-Ulrichspfarrei wieder zurück und blieb dort bis zu seinem Tod.
Von der königlich bayerischen Regierung wurde er mit der Aufsicht und Leitung der katholischen Schulen beauftragt. Von 1818 an war er als Vertreter der katholischen Geistlichkeit des Oberdonaukreises Abgeordneter in der bayerischen Ständevertretung. 1821 wurde er zum Domkapitular in Augsburg ernannt. Wegen Wegfalls der Legitimation nach seiner Ernennung schied er am 11. Februar 1822 aus dem Parlament aus. 1823 verzichtete er freiwillig auf das Domkanonikat.

## Schriften
- Katechismus für Kinder der untersten Klasse, Augsburg.
- Unterricht von den Sakramenten der Buße und des Altars, Augsburg, 1817.
- Katholische Predigten und Homilien auf alle Sonntage des Kirchenjahres, Augsburg, 1822/23, 2 Bde.
- Priesterliche Anrede an ein Jubel-Ehepaar, 1833.